# 约兰达·巴拉什
约兰达·巴拉什（羅馬尼亞語：Iolanda Balaș，1936年12月12日—2016年3月11日），罗马尼亚女子田径运动员，主攻跳高。她曾代表罗马尼亚参加1956年、1960年和1964年夏季奥林匹克运动会田径比赛，获得二枚金牌。